# Ole Rømer Observatoriet
Ole Rømer Observatoriet er et astronomisk observatorium opkaldt efter den danske astronom Ole Rømer, der hører under Aarhus Universitet, og ligger på bakken ovenfor Marselisborg Slot og travbanen i Aarhus. Det består af en observatoriebygning og en direktørbolig, er tegnet af arkitekten Anton Rosen; opførelsen påbegyndtes i 1909 og det blev indviet 15. oktober 1911. Det skete på foranledning af den tyske astronom Friedrich Krüger (1864-1916) fra Altenburg i Thüringen, der havde tilbudt Aarhus Kommune at stille sin erfaring og instrumenter til rådighed hvis kommunen ville opføre et observatorium. Efter Krügers død i 1916 blev observatoriet ledet af Ruben Andersen frem til hans død i 1955, og i 1956 overtog Aarhus Universitet observatoriet.
I de to kupler var tidligere et 40-cm- og et 50-cm-Cassegrain-teleskop, men de blev i 2004 udskiftet med to moderne 11" (28cm) Celestron-teleskoper, udstyret med kameraer. 50-cm teleskopet blev renoveret i 2013 og er nu i funktion. 28cm teleskopet blev den 6. november 2023 udskiftet med et 70cm spejlteleskop.
Observatoriet blev i 2006 fredet.
Observatorievillaen der oprindeligt var forbeholdt observatorie-direktøren, anvendes i dag som gæstebolig for udenlandske forskere ved Universitetet. Der er fire boliger i alt og de har fået navne efter de berømte astronomer Aristoteles, Brahe, Kopernikus og Kepler. Bygningerne blev istandsat, bygget om og officielt indviet 21. juni 2012.

I 2022 vandt ReVærk Arkitektur en arkitektkonkurrence om "sciencehytter" i forbindelse med Ole Rømer-Observatoriet.
Ole Rømer Observatoriet forvaltes af Science Museerne (en), og er efter en større renovation genåbnet for offentligheden 25. september 2023.[kilde mangler]